# توصیف‌کننده دستوری
توصیف‌کننده در زبان‌شناسی یک عنصر اختیاری در ساختار گروه یا بند است که معنای عنصر دیگری را در ساختار توصیف می‌کند. برای نمونه صفت «قرمز» به عنوان یک توصیف‌کننده در گروه اسمی «توپ قرمز» عمل می‌کند و جزئیات بیشتری در مورد اینکه به کدام توپ اشاره می‌شود، ارائه می‌دهد. به همین ترتیب، قید «به سرعت» به عنوان یک توصیف‌کننده در گروه فعلی «به سرعت می‌دود» عمل می‌کند. توصیف را می‌توان حوزه سطح بالایی از کارکردهای زبان، همتراز با گزاره و مرجع در نظر گرفت.